# بیگنان
بیگنان (انگلیسی: Bignan) شرکت خودروسازی فرانسوی بود، که در سال ۱۹۱۸ تأسیس شد.